# The Truth (Beanie Sigel)
The Truth è il primo album in studio del rapper statunitense Beanie Sigel, pubblicato il 29 febbraio 2000 dalla Roc-A-Fella Records.
Il disco vede alle produzioni, tra gli altri, anche Kanye West e Just Blaze, mentre come voci aggiuntive Jay-Z, Memphis Bleek e Scarface.
L'album ha ottenuto successo commerciale, raggiungendo la quinta posizione nel Billboard 200 e la seconda tra gli album R&B/Hip Hop, mentre dalla critica ha ricevuto recensioni miste: il critico Robert Christgau gli ha assegna due stelle, il Los Angeles Times e USA Today 3 stelle su 4, RapReviews.com un punteggio di 6/10, NME con 8/10, AllMusic, Q e Rolling Stone hanno dato a The Truth 4 stelle su 5; la rivista specializzata The Source gli ha assegnato invece 4 stelle e mezzo su 5.
Il 27 settembre 2000 è stato certificato disco d'oro dalla RIAA.
| Recensione        | Giudizio   |
| ----------------- | ---------- |
| AllMusic          | [ 7 ]      |
| Robert Christgau  | **         |
| NME               | [ 6 ]      |
| Q                 | [ 6 ]      |
| RapReviews        | [ 5 ]      |
| Rolling Stone     | [ 8 ]      |
| The Source        | [ 9 ]      |
| USA Today         | [ 4 ]      |
| Vibe              | favorevole |
| Los Angeles Times | [ 3 ]      |

## Tracce
1. The Truth – 4:09
2. Who Want What (feat. Memphis Bleek) – 4:15
3. Raw & Uncut (feat. Jay-Z) – 3:37
4. Mac Man – 4:09
5. Playa (feat. Jay-Z & Amil) – 3:26
6. Everybody Wanna Be a Star – 4:03
7. Remember Them Days (feat. Eve) – 3:55
8. Stop, Chill – 3:27
9. Mac and Brad (feat. Scarface) – 5:06
10. What a Thug About – 3:59
11. What You Life Like – 4:35
12. Ride 4 My – 4:15
13. Die – 3:10
14. Anything (Jay-Z feat. Beanie Sigel) – 2:04

## Classifiche

### Classifiche settimanali
| Classifica (2000) | Posizione massima |
| ----------------- | ----------------- |
| Stati Uniti       | 5                 |

### Classifiche di fine anno
| Classifica (2000) | Posizione massima |
| ----------------- | ----------------- |
| Stati Uniti       | 178               |